# Ixora elisae
Ixora elisae là một loài thực vật có hoa trong họ Thiến thảo. Loài này được Mouly & Pisivin mô tả khoa học đầu tiên năm 2007.